# Reus van Castelnau

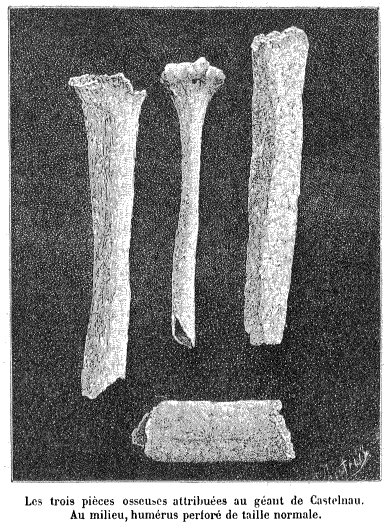
Drie botfragmenten van de zogeheten "Reus van Castelnau", vergeleken met een normaal opperarmbeen (in het midden, ondersteboven). Links is een deel van een opperarmbeen, rechts van een scheenbeen en onder van een dijbeen. Volgens Georges Vacher de Lapouge, de ontdekker, kan de reus 3,5 m lang zijn geweest.

Van de Reus van Castelnau zijn in de winter van 1890 drie botfragmenten ontdekt door de graaf en antropoloog Georges Vacher de Lapouge in de begraafplaats van Castelnau-le-Lez, in de aarde gebruikt voor het opwerpen van een bronstijd-grafheuvel. De botten zelf dateren mogelijk uit het neolithicum. Lapouge schatte de lengte van de persoon op 3,5 m. Het gaat om een humerus (opperarmbeen), tibia (scheenbeen) en de middenschacht van een femur (dijbeen). Er bestaat geen moderne vakliteratuur over deze veronderstelde botfragmenten van een reus.
Vacher de Lapouge onderwees in het jaar van zijn archeologische ontdekking antropologie aan de Universiteit van Montpellier.

## Publicatie
De vondst van Georges Vacher de Lapouge werd met de afbeelding hiernaast gepubliceerd in het tijdschrift La Nature, Vol. 18, 1890, uitgave 888. Lapouge beschreef de botten als volgt: 
Volgens mij is het niet nodig op te merken dat deze botten ontegenzeggelijk menselijk zijn, ondanks hun enorme afmetingen... Het eerste [beneden] is het middelste deel van de schacht van een femur, 14 cm lang, bijna cilindrisch van vorm, en de omtrek van het bot is 16 cm. Het tweede deel [rechts] is het midden en bovenstuk van de schacht van een tibia... De omtrek is 13 cm aan de foramen nutricium ['voedingsopening']... de lengte van het fragment is 26 cm... Het derde [links], wat erg uitzonderlijk is, werd door bekwame anatomen gezien als het onderste deel van een humerus... Het volume van de botten was meer dan het dubbele van vergelijkbare normale delen. Afgaand op de normale tussenruimten tussen anatomische punten, hebben ze ook een dubbele lengte. De persoon zal waarschijnlijk een lengte hebben gehad van 3,5 m.

## Onderzoek
De botten van de reus werden bestudeerd aan de Universiteit van Montpellier en onderzocht door M. Sabatier, professor zoölogie en M. Delage, professor paleontologie en daarbij door andere anatomen. In 1892 werden de botten zorgvuldig onderzocht door dr. Paul Louis André Kiener, professor pathologische anatomie, die toegaf dat het om een 'erg lang ras' ging, maar ze toch abnormaal vond en ze aan 'morbide groei' toeschreef.

## Meer vondsten
In 1894 meldden persverslagen meer vondsten van botten van menselijke reuzen, opgegraven in een prehistorische begraafplaats in Montpellier, 5 km ten zuidwesten van Castelnau, toen werkers een waterreservoir opgroeven. Schedels van "28, 31 en 32 inch in omtrek" (ca. 71, 79, 81 cm) werden gerapporteerd, naast andere botten van reusachtige proporties, die er op wezen dat ze behoorden tot een mensenras "tussen de 10 en 15 voet lang" (3,05 - 4,55 m). Volgens de verslagen werden de botten voor verder onderzoek naar de Franse Academie van Wetenschappen gestuurd.